# مشاة ميكانيكية

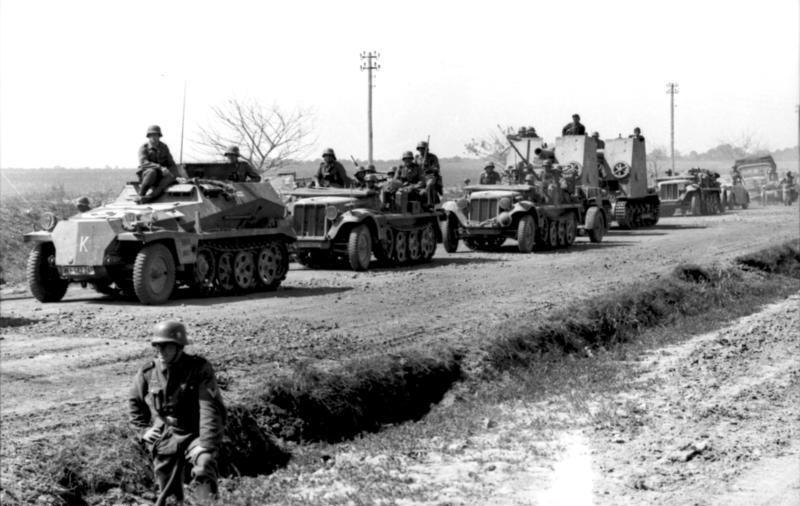
رتل من المشاة الميكانيكية للجيش الألماني في الاتحاد السوفيتي خلال الحرب العالمية الثانية

المشاة الميكانيكية هي قوات مشاة محمولة على ناقلات جنود مدرعة (APC) أو مركبات القتال المدرعة (IFV) للنقل والقتال، حَسب تعريف حلف الناتو ومعظم الدول الغربية، ويختلف مفهوم «المشاة الميكانيكية» عن «المشاة الآلية» في أن المشاة الآلية تُنقل بواسطة الشاحنات أو المركبات. أما في روسيا والاتحاد السوفيتي سابقا فمصطلح المشاة الميكانيكية (بالروسية: Мотострелки) يستخدم لوصف المشاة الآلية وقد ساد هذا المصطلح لدى دول حلف وارسو.
توفر ناقلات الجنود المدرعة و مركبات القتال المدرعة حماية أكبر من الشاحنات أو المركبات وبالتالي تعد المشاة الآلية المرحلة الأولى للتحول إلى المشاة الميكانيكية. حيث تستخدم القوات الآلية الشاحنات المدنية لنقل الجنود وجر المدافع ونقل المعدات والإمدادات وهو ما يوفر سرعة نقل عالية لتحرك وحدات المشاة التي كانت عادة تتنقل إما مشياً أو باستخدام السكك الحديدية.
يتم أيضًا تزويد الأسلحة الداعمة للمشاة الميكانيكية بوسائل نقل آلية، أو يتم تركيبها مباشرة في المركبات القتالية لمواكبة المشاة الميكانيكية في القتال. بالنسبة للوحدات المجهزة بمعظم أنواع ناقلات الجنود المدرعة أو أي نوع من مركبات المشاة القتالية، غالبًا ما يتم تركيب أسلحة دعم ناري، مثل المدافع الرشاشة والمدافع الآلية ومدافع الهاوتزر الصغيرة الموجهة مباشرة والصواريخ الموجهة المضادة للدبابات مباشرة على مركبات النقل الخاصة بالمشاة.
بالمقارنة بالمشاة "الخفيفة/الآلية" المتحركة بشاحنات، فإن المشاة الميكانيكية قادرة على الحفاظ على حركة تكتيكية سريعة، وإذا إستخدمت مركبات مشاة قتالية، فإنها تتمتع بقوة نيرانية أكبر. ولكن تتطلب المزيد من الإمدادات القتالية (الذخيرة وخاصة الوقود) والإمدادات العسكرية (مكونات المركبات الاحتياطية)، كما تتطلب نسبة أكبر نسبيًا من القوى العاملة لتجهيز وصيانة المركبات. على سبيل المثال، تحمل معظم ناقلات الجنود المدرعة قسمًا من سبعة أو ثمانية من المشاة ولكن لديها طاقم من اثنين. تحمل معظم مركبات المشاة القتالية ستة أو سبعة مشاة فقط ولكنها تتطلب طاقمًا من ثلاثة. ولكي تكون فعالة في الميدان، تتطلب الوحدات الميكانيكية أيضًا العديد من الميكانيكيين، مع مركبات ومعدات صيانة وإنقاذ متخصصة.

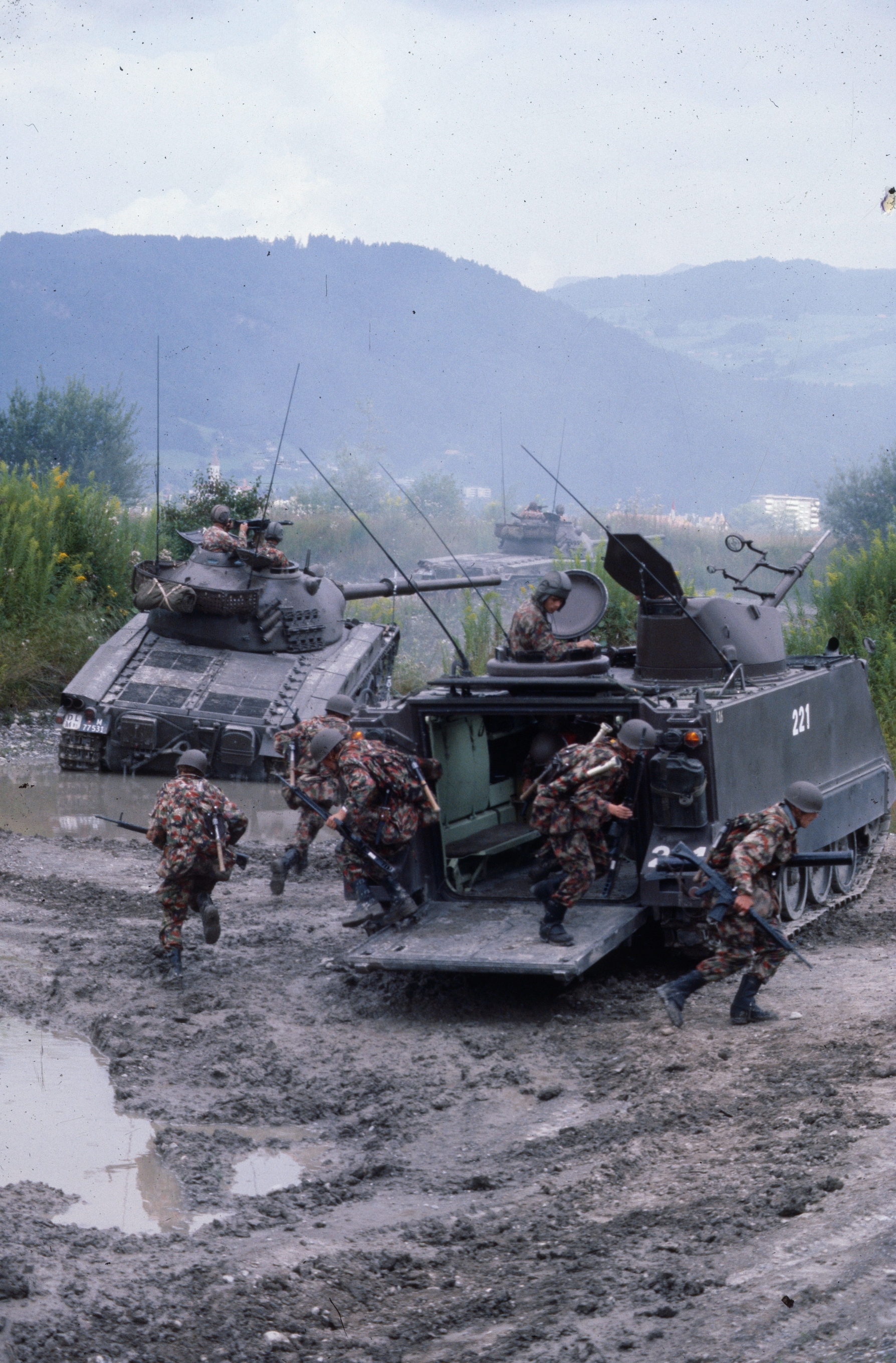
ناقلة الجنود المدرعة «إم-113» تابعلة للمشاة الميكانيكية في الجيش السويسري تقوم بنشر جنود.

## حديثًأ
في الوقت الحاضر، يتم تزويد جميع وحدات المشاة تقريبًا في الدول الصناعية بنوعاً ما من وسائل النقل الآلية. عادةً ما يتم تصنيف وحدات المشاة المجهزة بمركبات مشاة قتالية بدلاً من المركبات الأخف وزناً على أنها «ثقيلة»، مما يشير إلى قوة قتالية أكبر ولكن أيضًا متطلبات نقل بعيدة المدى أكثر تكلفة. في عملية درع الصحراء، خلال مرحلة التحضير لحرب الخليج الأولى، كان جيش الولايات المتحدة قلقًا بشأن نقص القدرة على الحركة والحماية والقوة النارية التي توفرها تشكيلات الانتشار السريع (أي المحمولة جواً)؛ وأيضًا بشأن بطء نشر الوحدات المدرعة النظامية. دفعت التجربة جيش الولايات المتحدة إلى تشكيل ألوية قتالية تعتمد على مركبة مشاة قتالية ذات عجلات من طراز سترايكر.

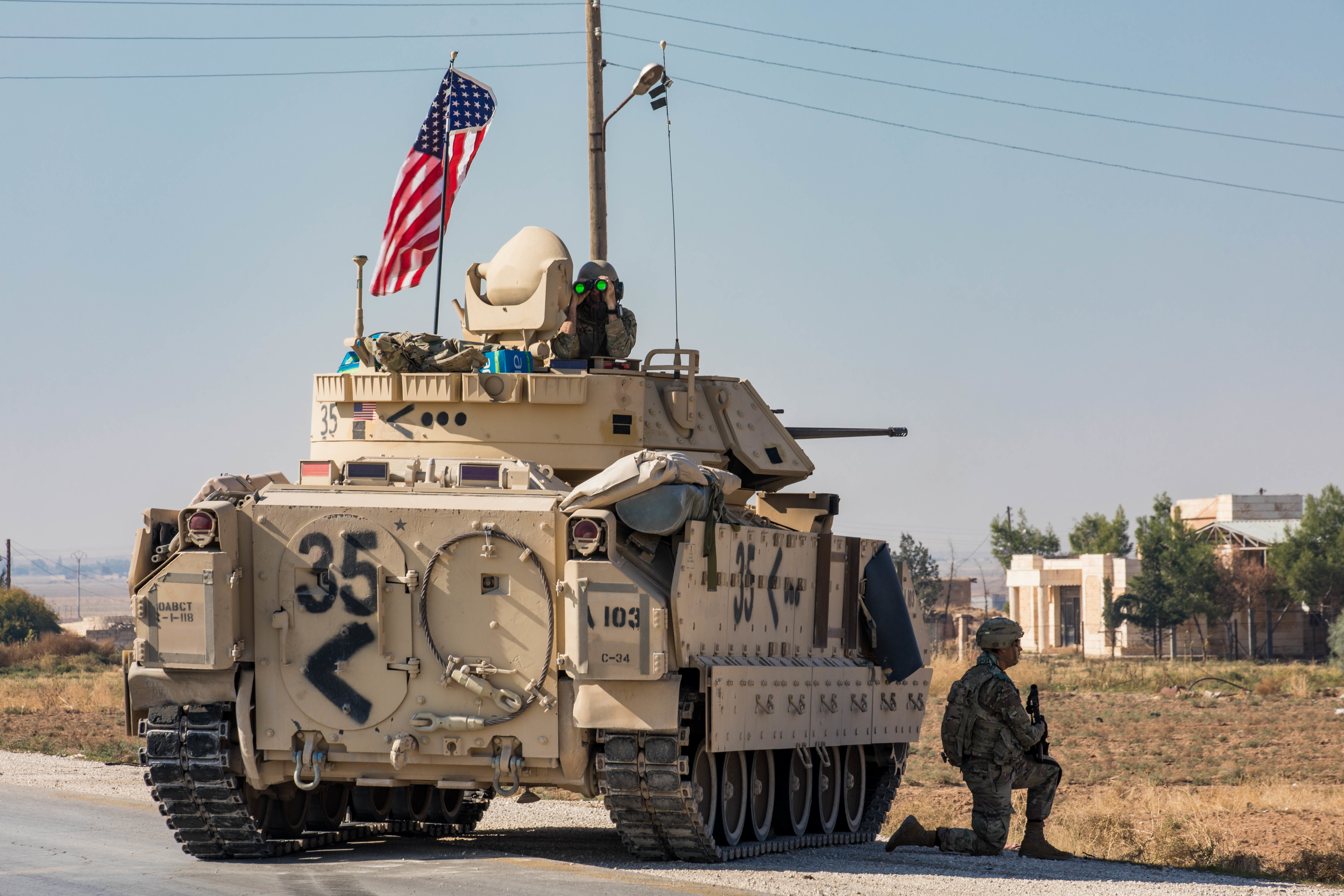
مركبة مشاة قتالية مجنزرة من طراز M2A2 برادلي تابعة للفرقة الأمريكية 30 للفرقة المدفعية المضادة للدبابات، أثناء دورية في شرق سوريا عام 2019م.